# 西峪水库
40°19′03″N 117°06′05″E / 40.3176225°N 117.1014722°E
西峪水库是位于北京市平谷区北部大华山镇与镇罗营镇处的水库，拦截洳河的支流。

## 历史沿革
1966年，北京市平谷县（现平谷区）为控制洳河洪水，并为大华山镇解决灌溉用水，提出修建西峪水库计划。西峪水库始建于1967年1月，于1968年建成，因位于西峪东部，故得名。水库总库容1430万立方米，控制流域面积81.1平方公里。有主、副坝及溢洪道各1座，水电站2座。主坝是混凝土重力坝，最大坝高33米，坝顶长283米。副坝为均质土坝，最大坝高7米，坝顶长125米。电站两座，各装机125千瓦，年设计发电量18万千瓦时。